# José Antonio Camacho
José Antonio Camacho Alfaro (* 8. Juni 1955 in Cieza, Murcia) ist ein ehemaliger spanischer Fußballspieler und -trainer. Er war unter anderem von 1998 bis 2002 als Nationaltrainer von Spanien und von 2011 bis 2013 als Nationaltrainer von China tätig.

## Karriere

### Spieler
Er absolvierte zwischen 1973 und 1989 als Abwehrspieler 415 Partien für Real Madrid. In dieser Zeit gewann er neunmal die Meisterschaft, dreimal die Copa del Rey, einmal den spanischen Supercup und zweimal den UEFA-Pokal.
Camacho bestritt 81 Länderspiele. Er war bei der für die Spanier desaströsen Weltmeisterschaft 1982 ebenso dabei wie in Mexiko 1986 und im Finale der Fußball-Europameisterschaft 1984 in Frankreich, was sein größter Erfolg als Nationalspieler war.

#### Erfolge
- WM-Teilnehmer: 1982, 1986
- EM-Teilnehmer: 1984, 1988
- 9 × Spanischer Meister: 1974/75, 1975/76, 1977/78, 1978/79, 1979/80, 1985/86, 1986/87, 1987/88, 1988/89, 1989/90
- 5 × Spanischer Pokalsieger: 1973/74, 1974/75, 1979/80, 1981/82, 1988/89
- 2 × UEFA-Pokalsieger: 1984/85, 1985/86
- 1 × Spanischer Supercupsieger: 1988
- 1 × Spanischer Ligapokalsieger: 1985

### Trainer
Seine Trainerkarriere absolvierte Camacho bisher mit gemischtem Erfolg. Nachdem er gleich in seinem ersten Jahr Rayo Vallecano in die Primera División geführt hatte, ging er nach Barcelona und verhalf Espanyol ebenfalls zum Aufstieg. Dort erlebte Camacho dann ein gutes Jahr mit Offensivfußball in bester spanischer Tradition. Lohn der Arbeit war ein vierter Platz und damit die Qualifikation für den UEFA-Pokal. Es folgte ein kurzes Gastspiel bei Sevilla, ehe Camachos Rückkehr zu Real Madrid unter widrigen Umständen endete: einer Demission nach nur 22 Tagen im Amt und noch vor dem ersten Spiel; Differenzen mit dem Management wurden als Grund genannt. Camacho kehrte zu Espanyol zurück, konnte dort aber nicht an den früheren Erfolg anknüpfen. Die Mannschaft landete im Mittelfeld der Tabelle.
Im Jahr 1998 übernahm Camacho die spanische Nationalmannschaft, die er sowohl bei der EM-Endrunde 2000 als auch zwei Jahre später bei der WM in Japan/Südkorea bis ins Viertelfinale führte.
2002 übernahm Camacho während der Saison den Trainerjob bei Benfica Lissabon und führte den traditionsreichen Verein vom siebten auf den zweiten Rang und somit in die Champions League. Im Jahr wurde Benfica erneut Vizemeister und gewann zudem den Pokalbewerb im Finale gegen den FC Porto.
Vom 1. Juli 2004 bis 19. September 2004 war Camacho nach 1998 erneut Trainer bei Real Madrid. Diesmal endete seine Zeit auf der Trainerbank der „Königlichen“ mit seinem Rücktritt nach dem vierten Spieltag. Sein Nachfolger wurde ein ehemaliger Mannschaftskollege, der vormalige Real Madrid-Torwart Mariano García Remón, welcher selbst wiederum seine Position nur bis zum Ende der Vorrunde halten konnte.
Ab dem 20. August 2007 war Camacho wieder Trainer bei Benfica Lissabon, nachdem Fernando Santos nach nur einem Spieltag entlassen worden war. Am 9. März 2008 trat er von seinem Traineramt bei Benfica zurück, nachdem der Rückstand auf den Tabellenführer FC Porto auf 14 Punkte angewachsen war.
Am 13. Oktober 2008 unterschrieb Camacho einen Vertrag bis zum Ende der Saison 2008/09 beim spanischen Erstligisten CA Osasuna. Mit der Mannschaft sollte er den Klassenerhalt erreichen. Nachdem man am letzten Spieltag durch einen 2:1-Erfolg über Real Madrid dies auch geschafft hatte, wurde der Vertrag von Camacho um ein weiteres Jahr verlängert. Am 14. Februar 2010 wurde Camacho nach einer 0:1-Niederlage gegen Real Sociedad San Sebastián und dem Sturz auf einen Abstiegsplatz entlassen.
Im August 2011 erhielt Camacho die Berufung zum Chefcoach der chinesischen Nationalmannschaft. Am 24. Juni 2013 nach der vorzeitig verpassten WM-Qualifikation und einer 1:5-Niederlage gegen Thailand wurde er von der Chinese Football Association entlassen.
Zwischen 2016 und 2018 arbeitete Camacho als Nationaltrainer Gabuns.